# New shoes (Paolo Nutini)
New shoes is de vierde single van de Schots-Italiaanse zanger Paolo Nutini. De single is afkomstig van zijn eerste album These Streets en is door Atlantic Records uitgebracht op 17 maart 2007. Het nummer is gezamenlijk geschreven door Nutini, Matty Benbrook en Jim Duguid. In de hitlijsten behaalde de single wisselende resultaten, met als beste resultaat de nummer 7 positie in de Turkse hitlijst Türkiye Top 20.
De single is later gebruikt door het bedrijf Puma in een reclamespotje. 

## Hitlijsten
| Land                | Hitlijst            | Hoogste notering |
| ------------------- | ------------------- | ---------------- |
| Duitsland           | Musikmarkt Top 100  | 97               |
| Nederland           | Single Top 100      | 42               |
| Turkije             | Türkiye Top 20      | 7                |
| Verenigd Koninkrijk | UK Singles Chart    | 21               |
| Zwitserland         | Schweizer Hitparade | 52               |

### NPO Radio 2 Top 2000
| Nummer met noteringen in de NPO Radio 2 Top 2000 | '15  | '16  | '17  |
| ------------------------------------------------ | ---- | ---- | ---- |
| New Shoes                                        | 1512 | 1526 | 1565 |

1. ↑  Een vetgedrukt getal geeft de hoogste notering aan.
2. ↑  2015 was het eerste jaar met een notering voor dit nummer.
3. ↑  Deze tabel is bijgewerkt tot en met de laatste editie (2024).